# ユライア・ホール
ユライア・ホール（Uriah Hall、1984年7月31日 - ）は、ジャマイカの男性元総合格闘家。スパニッシュ・タウン出身。アメリカ合衆国ニューヨーク在住。フォルティスMMA所属。元ROCミドル級王者。

## 来歴
ジャマイカのスパニッシュ・タウンで生まれ、13歳のときにアメリカ合衆国のニューヨークへ移住した。学校でいじめにあったのがきっかけで16歳から格闘技を始め、グラップリングとムエタイで王者となった。2005年に総合格闘技デビューし、2010年にはROCミドル級王座を獲得した。
2010年9月24日、ROCミドル級タイトルマッチでクリス・ワイドマンと対戦し、パウンドでTKO負けを喫し王座陥落した。

### TUF
2013年1月、リアリティ番組「The Ultimate Fighter」のシーズン17に参加。チェール・ソネン率いるチーム・ソネンに所属。ミドル級トーナメント1回戦でチーム・ジョーンズのアダム・セラ、2回戦でババ・マクダニエルを共にKO勝ちで下し、準決勝ではディラン・アンドリュースにTKO勝ちを収め、決勝進出を果たした。
2013年4月13日、The Ultimate Fighter 17 Finaleのミドル級トーナメント決勝でケルヴィン・ガステラムと対戦し、1-2の判定負け。準優勝に終わった。

### UFC
2013年8月17日、UFC本戦初出場となったUFC Fight Night: Shogun vs. Sonnenでジョン・ハワードと対戦し、1-2の判定負け。
2014年7月5日、UFC 175でチアゴ・サントスと対戦し、3-0の判定勝ちを収めた。
2015年9月27日、UFC Fight Night: Barnett vs. Nelsonでミドル級ランキング6位のゲガール・ムサシと対戦。1Rにテイクダウンされグランドで押されるがしのぎ切り、2Rにホールのスピンキックと膝蹴りがムサシの顔面を直撃。倒した後、更にパウンド攻撃を浴びせTKO勝ち。パフォーマンス・オブ・ザ・ナイトを受賞した。
2015年11月14日、UFC 193でミドル級ランキング14位のロバート・ウィテカーと対戦し、0-3の判定負け。
2016年9月17日、UFC Fight Night: Poirier vs. Johnsonでミドル級ランキング10位のデレク・ブランソンと対戦し、左ストレートからのパウンドで1RTKO負け。
2016年11月19日、UFC Fight Night: Mousasi vs. Hall 2でミドル級ランキング5位のゲガール・ムサシと再戦し、パウンドでTKO負け。
2017年9月16日、UFC Fight Night: Rockhold vs. Branchでミドル級ランキング10位のクリストフ・ヨトゥコと対戦し、2Rに右ストレートでダウンを奪い、パウンドで追撃しTKO勝ち。パフォーマンス・オブ・ザ・ナイトを受賞した。
2018年7月7日、UFC 226でミドル級ランキング10位のパウロ・コスタと対戦し、2Rに右ボディブローでTKO負け。
2019年9月14日、UFC Fight Night: Cowboy vs. Gaethjeでミドル級ランキング13位のアントニオ・カルロス・ジュニオールと対戦し、2-1の判定勝ち。
2020年10月31日、UFC Fight Night: Hall vs. Silvaで元UFC世界ミドル級王者のアンデウソン・シウバと対戦し、右ジャブからのパウンドで4RTKO勝ち。試合後には尊敬する人物であったシウバに勝利したため、オクタゴン上で涙を流した。
2021年4月24日、UFC 261でミドル級ランキング11位のクリス・ワイドマンと再戦。序盤にワイドマンが放った右ローキックがホールの膝付近を直撃し、これによりワイドマンが右脚の脛骨と腓骨を骨折しホールのTKO勝ちとなった。
2021年7月31日、UFC on ESPN: Hall vs. Stricklandでミドル級ランキング11位のショーン・ストリックランドと対戦し、0-3の5R判定負け。
2022年7月2日、UFC 276でミドル級ランキング13位のアンドレ・ムニスと対戦し、0-3の判定負け。
2022年8月9日、総合格闘技からの引退を発表した。

## 戦績

### 総合格闘技
| 総合格闘技 戦績 | 総合格闘技 戦績 | 総合格闘技 戦績 | 総合格闘技 戦績 | 総合格闘技 戦績 | 総合格闘技 戦績 | 総合格闘技 戦績 |
| --------------- | --------------- | --------------- | --------------- | --------------- | --------------- | --------------- |
| 28 試合         | (T)KO           | 一本            | 判定            | その他          | 引き分け        | 無効試合        |
| 17 勝           | 12              | 2               | 3               | 0               | 0               | 0               |
| 11 敗           | 4               | 0               | 7               | 0               | 0               | 0               |

| 勝敗 | 対戦相手                           | 試合結果                             | 大会名                                                       | 開催年月日     |
| ×    | アンドレ・ムニス                   | 5分3R終了 判定0-3                    | UFC 276: Adesanya vs. Cannonier                              | 2022年7月2日   |
| ×    | ショーン・ストリックランド         | 5分5R終了 判定0-3                    | UFC on ESPN 28: Hall vs. Strickland                          | 2021年7月31日  |
| ○    | クリス・ワイドマン                 | 1R 0:17 TKO（右脚の骨折）            | UFC 261: Usman vs. Masvidal 2                                | 2021年4月24日  |
| ○    | アンデウソン・シウバ               | 4R 1:24 TKO（右ジャブ→パウンド）     | UFC Fight Night: Hall vs. Silva                              | 2020年10月31日 |
| ○    | アントニオ・カルロス・ジュニオール | 5分3R終了 判定2-1                    | UFC Fight Night: Cowboy vs. Gaethje                          | 2019年9月14日  |
| ○    | ベヴォン・ルイス                   | 3R 1:32 KO（右フック）               | UFC 232: Jones vs. Gustafsson 2                              | 2018年12月29日 |
| ×    | パウロ・コスタ                     | 2R 2:38 TKO（右ボディブロー）        | UFC 226: Miocic vs. Cormier                                  | 2018年7月7日   |
| ○    | クリストフ・ヨトゥコ               | 2R 2:25 TKO（右ストレート→パウンド） | UFC Fight Night: Rockhold vs. Branch                         | 2017年9月16日  |
| ×    | ゲガール・ムサシ                   | 1R 4:37 TKO（パウンド）              | UFC Fight Night: Mousasi vs. Hall 2                          | 2016年11月19日 |
| ×    | デレク・ブランソン                 | 1R 1:14 TKO（左フック）              | UFC Fight Night: Poirier vs. Johnson                         | 2016年9月17日  |
| ×    | ロバート・ウィテカー               | 5分3R終了 判定0-3                    | UFC 193: Rousey vs. Holm                                     | 2015年11月14日 |
| ○    | ゲガール・ムサシ                   | 2R 0:25 TKO（跳び膝蹴り→パウンド）   | UFC Fight Night: Barnett vs. Nelson                          | 2015年9月27日  |
| ○    | オルワレ・バンブーシェ             | 1R 2:32 TKO（パウンド）              | UFC Fight Night: Teixeira vs. St. Preux                      | 2015年8月8日   |
| ×    | ハファエル・ナタウ                 | 5分3R終了 判定1-2                    | UFC 187: Johnson vs. Cormier                                 | 2015年5月23日  |
| ○    | ロン・スターリングズ               | 1R 3:37 TKO（ドクターストップ）      | UFC Fight Night: McGregor vs. Siver                          | 2015年1月18日  |
| ○    | チアゴ・サントス                   | 5分3R終了 判定3-0                    | UFC 175: Weidman vs. Machida                                 | 2014年7月5日   |
| ○    | クリス・リーベン                   | 1R終了時 TKO（棄権）                 | UFC 168: Weidman vs. Silva 2                                 | 2013年12月28日 |
| ×    | ジョン・ハワード                   | 5分3R終了 判定1-2                    | UFC Fight Night: Shogun vs. Sonnen                           | 2013年8月17日  |
| ×    | ケルヴィン・ガステラム             | 5分3R終了 判定1-2                    | The Ultimate Fighter 17 Finale 【ミドル級トーナメント 決勝】 | 2013年4月13日  |
| ○    | ノダル・クダクザシビリ             | 5分3R終了 判定3-0                    | Ring of Combat 41 【ROCミドル級王座決定戦】                  | 2012年6月15日  |
| ○    | ダニエル・アキニェミ               | 1R 3:58 ヒールフック                 | Ring of Combat 39                                            | 2012年2月10日  |
| ○    | オング・ラ・エヌサン               | 3R 1:57 KO（パンチ）                 | Ring of Combat 35                                            | 2011年4月8日   |
| ×    | コンスタンティノス・フィリッポウ   | 4分3R終了 判定0-2                    | Ring of Combat 34                                            | 2011年2月4日   |
| ×    | クリス・ワイドマン                 | 1R 3:06 TKO（パウンド）              | Ring of Combat 31 【ROCミドル級タイトルマッチ】              | 2010年9月24日  |
| ○    | ロジャー・キャロル                 | 1R 2:41 ギブアップ（パンチ連打）     | Ring of Combat 30 【ROCミドル級王座決定戦】                  | 2010年6月11日  |
| ○    | ミッチ・ホワイトセル               | 3R 2:34 TKO（パンチ連打）            | Ring of Combat 27                                            | 2009年11月20日 |
| ○    | エドウィン・アギラール             | 3R 4:31 TKO（打撃）                  | Bellator XI                                                  | 2009年4月10日  |
| ○    | マイク・イアンノーネ               | 1R 0:44 TKO（パンチ連打）            | Ring of Combat 9                                             | 2005年10月29日 |

### 総合格闘技エキシビション
| 勝敗 | 対戦相手                 | 試合結果                               | 大会名                                           | 開催年月日     |
| ○    | ディラン・アンドリュース | 2R 4:49 TKO（パウンド）                | The Ultimate Fighter: Team Jones vs. Team Sonnen | 2012年12月11日 |
| ○    | ババ・マクダニエル       | 1R 0:08 KO（右ストレート）             | The Ultimate Fighter: Team Jones vs. Team Sonnen | 2012年12月4日  |
| ○    | アダム・セラ             | 1R 4:56 KO（バックスピンフックキック） | The Ultimate Fighter: Team Jones vs. Team Sonnen | 2012年11月8日  |
| ○    | アンディ・エンゾ         | 5分2R終了 判定3-0                      | The Ultimate Fighter: Team Jones vs. Team Sonnen | 2012年10月30日 |

### ボクシング
| プロボクシング 戦績 | プロボクシング 戦績 | プロボクシング 戦績 | プロボクシング 戦績 | プロボクシング 戦績 | プロボクシング 戦績 | プロボクシング 戦績 |
| ------------------- | ------------------- | ------------------- | ------------------- | ------------------- | ------------------- | ------------------- |
| 1 試合              | (T)KO               | 判定                | その他              | 引き分け            | 無効試合            |                     |
| 1 勝                | 0                   | 1                   | 0                   | 0                   | 0                   |                     |
| 0 敗                | 0                   | 0                   | 0                   | 0                   | 0                   |                     |

| 戦           | 日付           | 勝敗 | 時間 | 内容    | 対戦相手       | 国籍           | 備考 |
| ------------ | -------------- | ---- | ---- | ------- | -------------- | -------------- | ---- |
| 1            | 2022年10月29日 | 勝利 | 4R   | 判定3-0 | レビオン・ベル | アメリカ合衆国 |      |
| テンプレート |                |      |      |         |                |                |      |

## 獲得タイトル
- 第5代ROCミドル級王座（2010年）
- 第7代ROCミドル級王座（2012年）

## 表彰
- UFC パフォーマンス・オブ・ザ・ナイト（2回）
- The Ultimate Fighter 17 ノックアウト・オブ・ザ・シーズン（2013年）